# Замок Каррігаголт
Замок Каррігаголт (англ. Carrigaholt Castle, ірл. Caisleán na Carraig an Chabhaltaigh) — замок Каррайг ан Хабалтайг, замок Скелі Флоту — один із замків Ірландії, розташований в графстві Клер біля одноіменного рибальського селища Керрігаголт, на території одноіменної римо-католицької парафії. Ця територія офіційно входить до Гелтахт — районів Ірландії, де зберегляся ірландська мова як розмовна. Біля замку є церква Святої Діви Марії, що була побудована в 1832—1833 роках. Поруч є коледж Колойсте Еоган Ві Хомрайде (ірл. — Coláiste Eoghain Uí Chomhraídhe) з ірландською мовою навчання, заснований у 1912 році. Там навчається чимало студентів з різних куточків Ірландії, які бажають вдосконалити свої знання ірландської мови. Біля замку Каррігаголт народився Юджін О'Каррі (ірл. — Eugene O'Curry) — відомий історик.

## Історія замку Каррігаголт
Замок Каррігаголт побудований у 1480 році ватажками ірландського клану Мак Магон, що володіли цими землями та півостровом Коркабаскін. Замок стоїть біля дамби, які використовують рибалки та гирла річки Шеннон. Біля замку розташована зручна та стратегічно важлива бухта. Нині від замку лишилися руїни п'ятиповерхової вежі. Замок неодноразово був місцем битв та важливих історичних подій. У XV—XVI століттях замок належав ірландському клану Мак Магон, що був незалежним від влади Англії і від будь-якої іншої влади, включаючи владу невеликих ірландських королівств. У 1588 замком володів ірландський ватажок Тейге Кех Недалекоглядний (так його назвали за його впертість воювати проти Англії і відстоювати незалежність Ірландії). У цьому ж році сім кораблів іспанської «Непереможної армади» висадили десант в бухті і спробували штурмувати замок, але замок вистояв. Тейге Кех просив допомоги в іншої гілки клану Мак Магон — нащадків Махгамайна Мак Кеннетіга (ірл. Mathgamain mac Cennétig), але ті відмовили йому в допомозі, вважаючи, що краще піти на компроміс з англійцями. У тому ж році на замок напав зі своїм військом англійський ставленник сер Конайрс Кліффорд, якого Англія проголосила «лордом Коннахта». Але замок знову вистояв и витримав облогу, не дивлячись на те, що замок не отримав допомоги від інших людей клану Мак Магон. Наступного — 1589 року на замок напав IV граф Томонд — Донох О'Браєн, що був прихильником влади над Ірландією королеви Англії Єлизавети І. За це його ірландці називали «графом-ренегатом». Після 4 днів штурму замок впав. Граф обіцяв захисникам, якщо вони капітулюють життя і свободу. Але він порушив обіцянку — всі захисники замку були страчені. Донох О'Браєн не довго володів замок — замок перейшов у власність його брата Донала О'Браєна. Він розбудував замок, в замку з'явилися нові вікна та каміни, зокрема камін на п'ятому поверсі, де досі є дата — 1603 рік. Онуком Донала О'Браєна був відомий у свій час віконт Клер, що жив у цьому замку, заснував кінний полк, що отримав назву «Жовті драгуни» і воював у складі армії короля Англії, Шотландії та Ірландії Якова ІІ Стюарта, якого підтримали ірландці під час так званих «якобітських» або «вільямітських» війн (він був католиком, як більшість ірландців). Але військо короля Якоба (Джейсма) ІІ було розбите. Нова англійська влада короля Вільгельма ІІІ Оранського конфіскувала замок та землі за підтримку якобітів. Пізніше замок отримала у власність родина Бертон і володіла ним до кінця ХІХ століття. Нині замок є у власності держави — республіки Ірландія. Замком опікується Управління громадських робіт Ірландії. Нині від замку лишилися вбогі руїни — сліди його колишньої слави.